# Xiphidiopsis bifurcata
Xiphidiopsis bifurcata är en insektsart som beskrevs av Liu, Xiangwei och D. Bi 1994. Xiphidiopsis bifurcata ingår i släktet Xiphidiopsis och familjen vårtbitare. Inga underarter finns listade i Catalogue of Life.